# パワーウルフ
パワーウルフ（Powerwolf）は、ドイツ出身のパワーメタル・バンド。

## 音楽的特徴
歌詞の主な言語は英語であるが、ドイツ語のほかにラテン語も使用している。内容は人狼伝説や吸血鬼などに関するテーマを根幹とし、電子オルガンの音色を巧みに使用して、暗い宗教的な逸話を融合させたゴシック調の楽曲を展開した。コープス・ペイントを施したルックスを特徴としている。
影響を受けたバンドにブラック・サバス、マーシフル・フェイト、アイアン・メイデンなどを挙げている。

## 経歴
2003年、チャールズ・グレイウルフとマシュー・グレイウルフがバンドを結成。やがて二人はキーボーディストのファルク・マリア・シュレーゲルとドラマーのステファーヌ・フュネーブル（後に脱退）を迎え入れたが、バンドのスタイルに合ったヴォーカルを見つけられずにいた。そんな中、兄弟は休暇で訪れたルーマニアで、アッティラ・ドルンに出会う。ブカレストでオペラを学んでいたドルンは力強い声に加え、人狼や吸血鬼、悪霊に対して関心を持っていたことから、バンドに相応しいヴォーカルとして迎え入れた。ドルンの歌詞はバンドとうまく調和し、2005年にアルバム『Return in Bloodred』でデビューした。
2007年には狼男伝説をテーマにしたコンセプトアルバム『Lupus Dei』をリリースする
2009年4月、3rdアルバム『Bible of the Beast』をリリース。
2011年7月、4thアルバム『Blood of the Saints』をリリース。

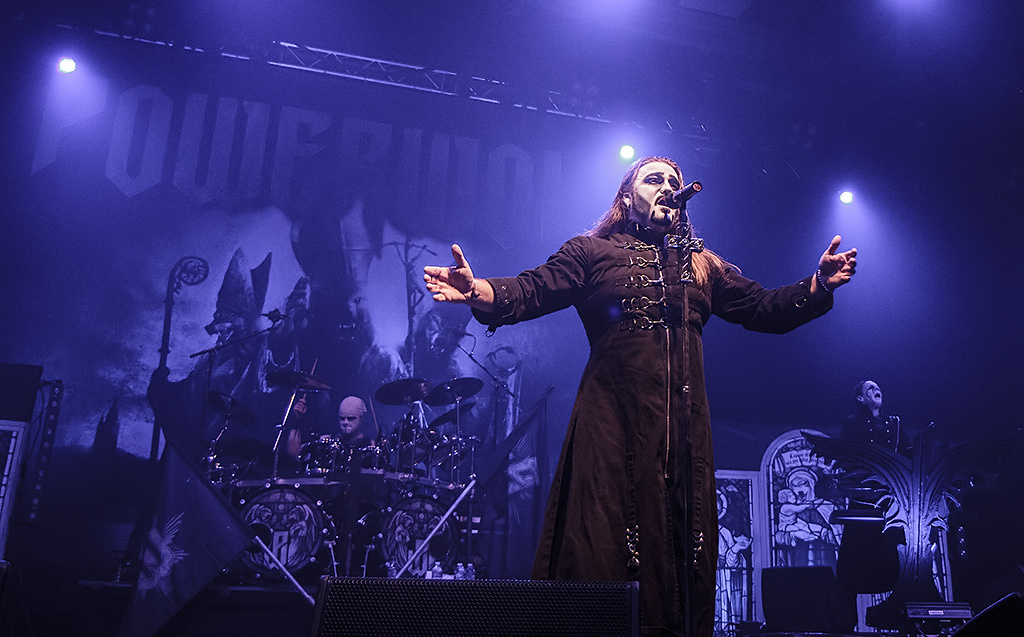
ドイツ・カールスルーエ公演（2012年12月）

2012年、EP「Wolfsnaechte Tour EP」と、初のライブアルバム『Alive in the Night』をリリース。
2013年7月、5thアルバム『Preachers of the Night』をリリース。
2015年、6thアルバム『Blessed & Possessed』をリリース。
2016年、2ndライブアルバム『The Metal Mass Live』をリリース。
2018年、7thアルバム『The Sacrament of Sin』をリリース。
2021年、8thアルバム『Call of the Wild』をリリース

## メンバー
※2019年9月時点 

### 現ラインナップ
- アッティラ・ドルン Attila Dorn - ボーカル (2003- )
- マシュー・グレイウルフ Matthew Greywolf - ギター (2003- )
- チャールズ・グレイウルフ Charles Greywolf - ギター (2003- )/ベース (2011- )
- ファルク・マリア・シュレーゲル Falk Maria Schlegel - キーボード (2003- )
- ロエル・ファン・ヘルデン Roel van Helden - ドラムス (2011- )

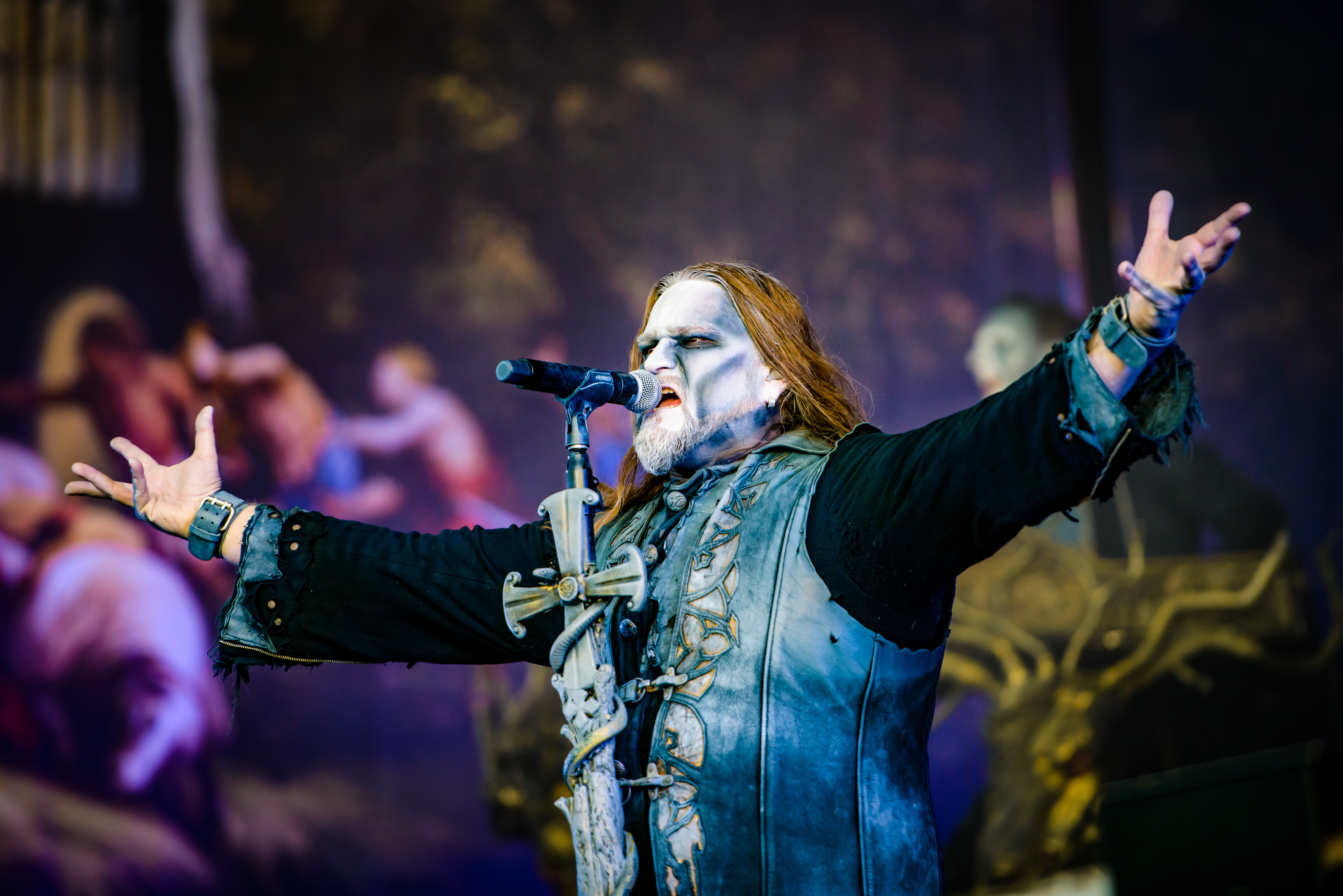
アッティラ・ドルン(Vo) 2019年
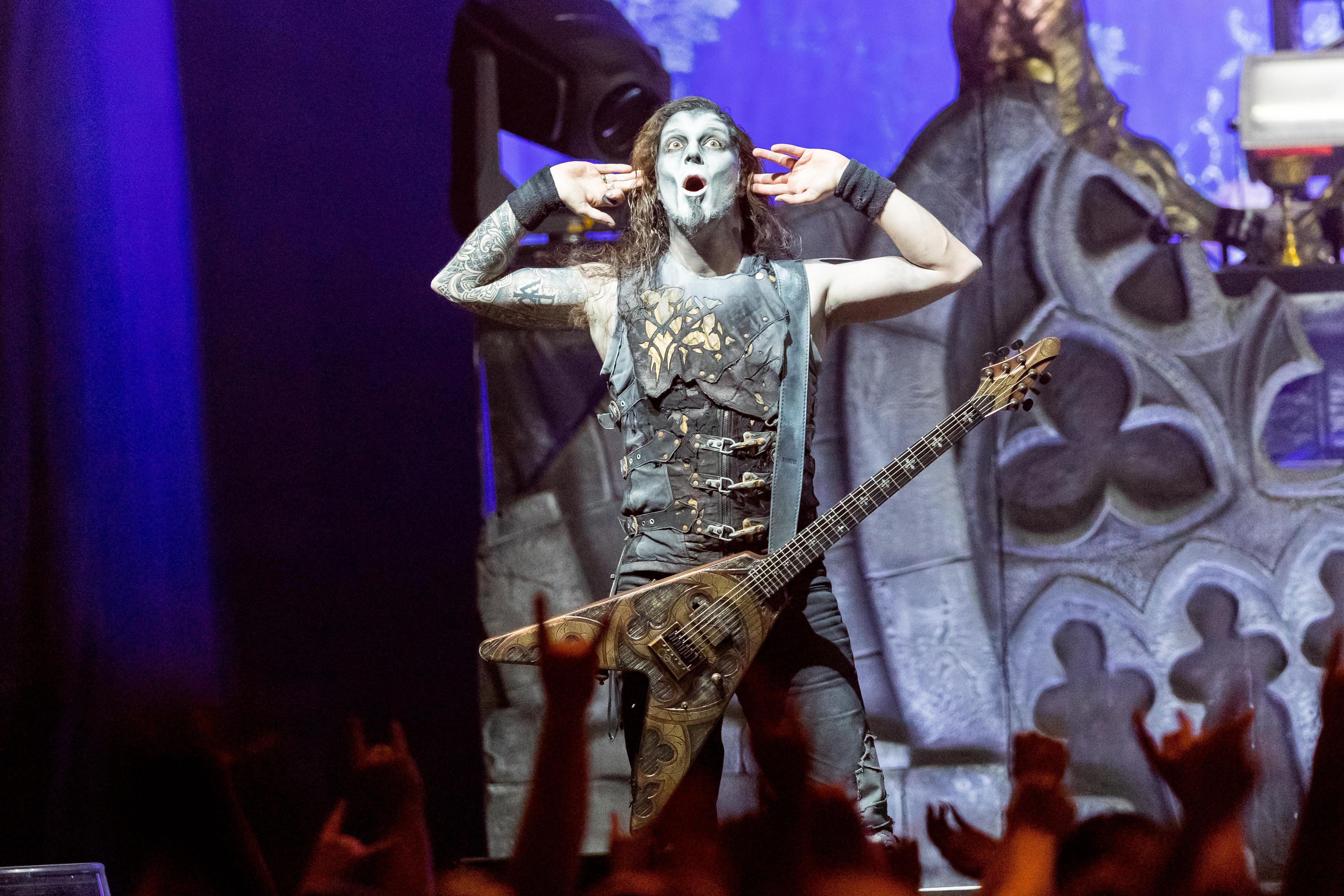
マシュー・グレイウルフ(G) 2019年
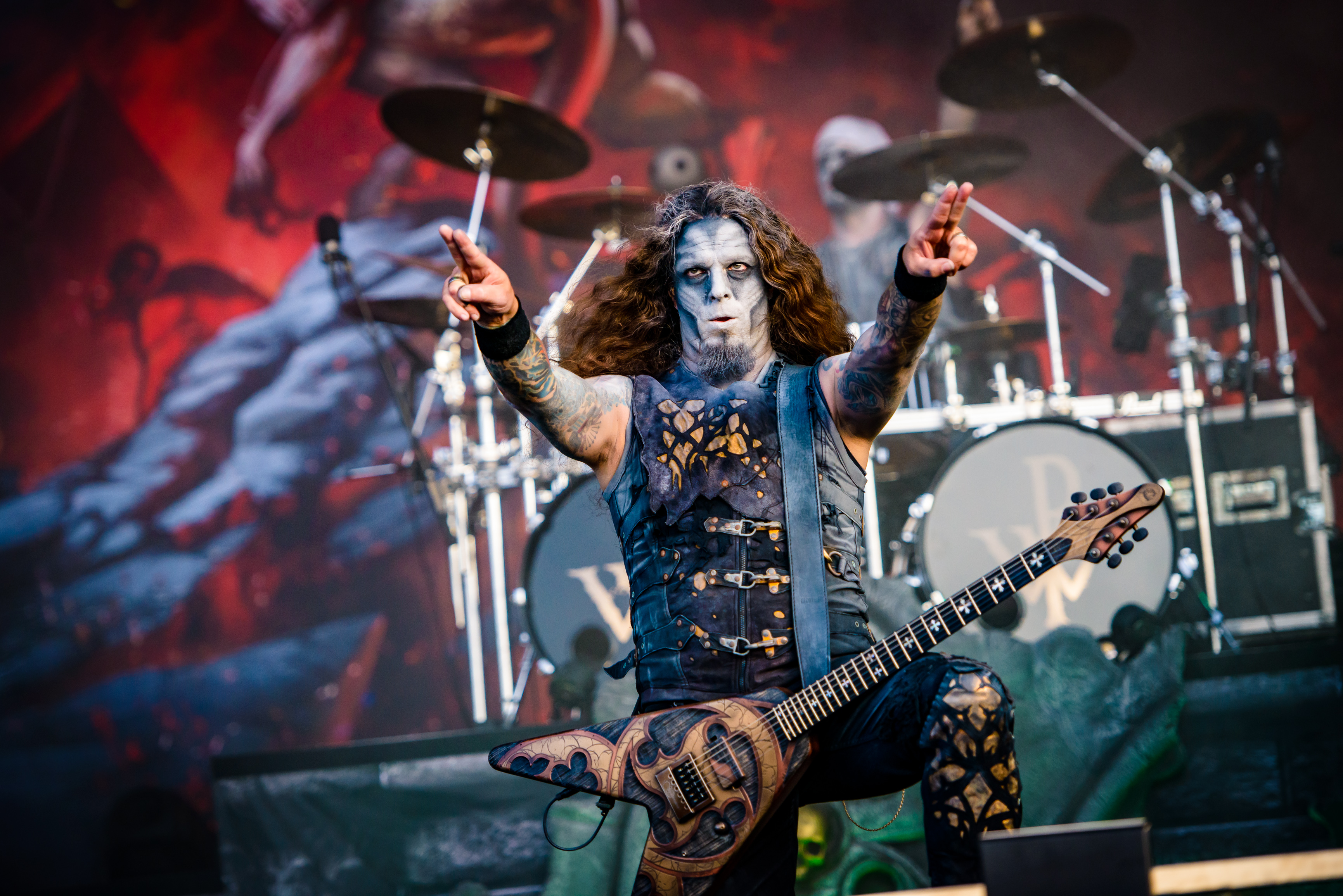
チャールズ・グレイウルフ (G/B) 2019年
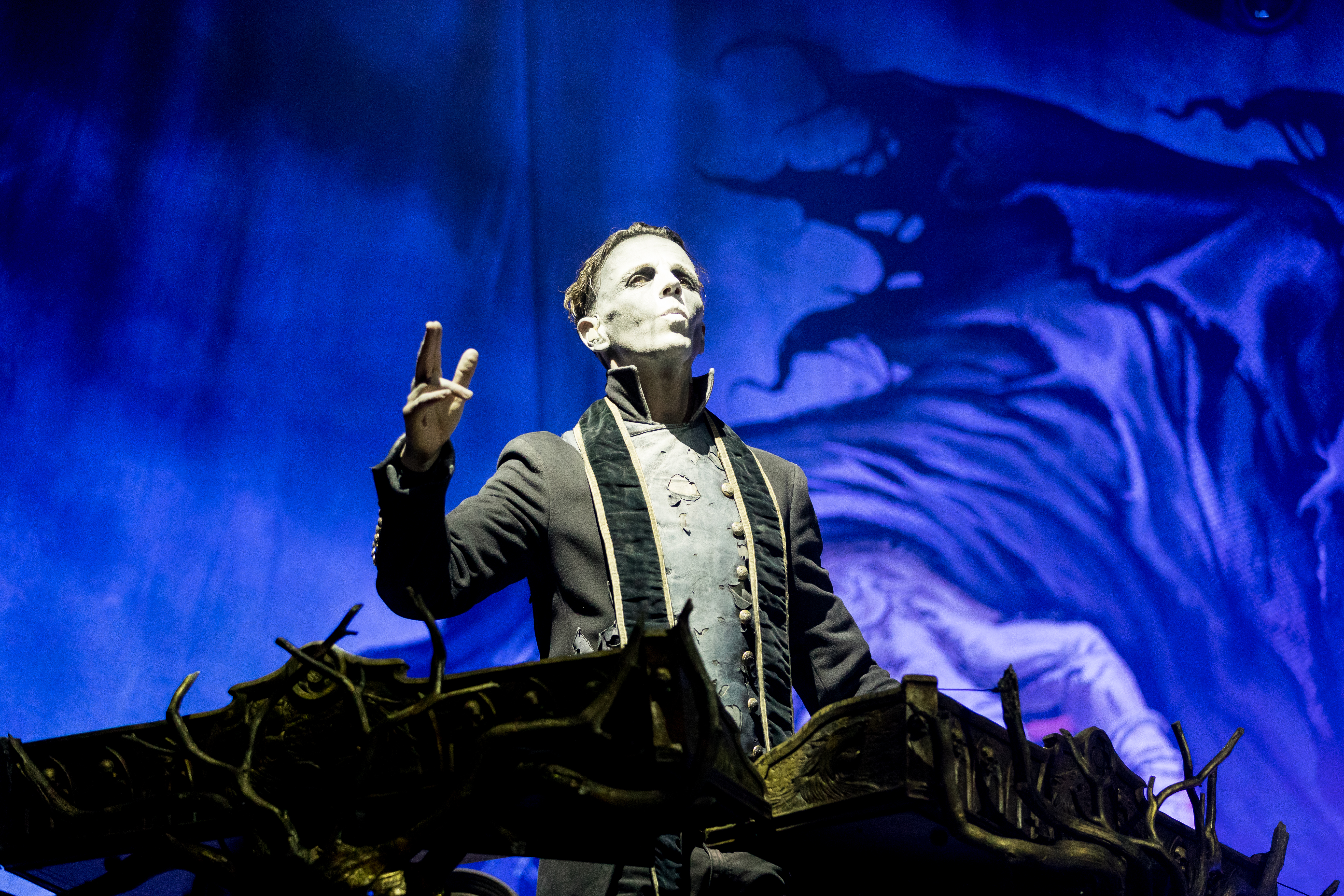
ファルク・マリア・シュレーゲル(Key) 2019年
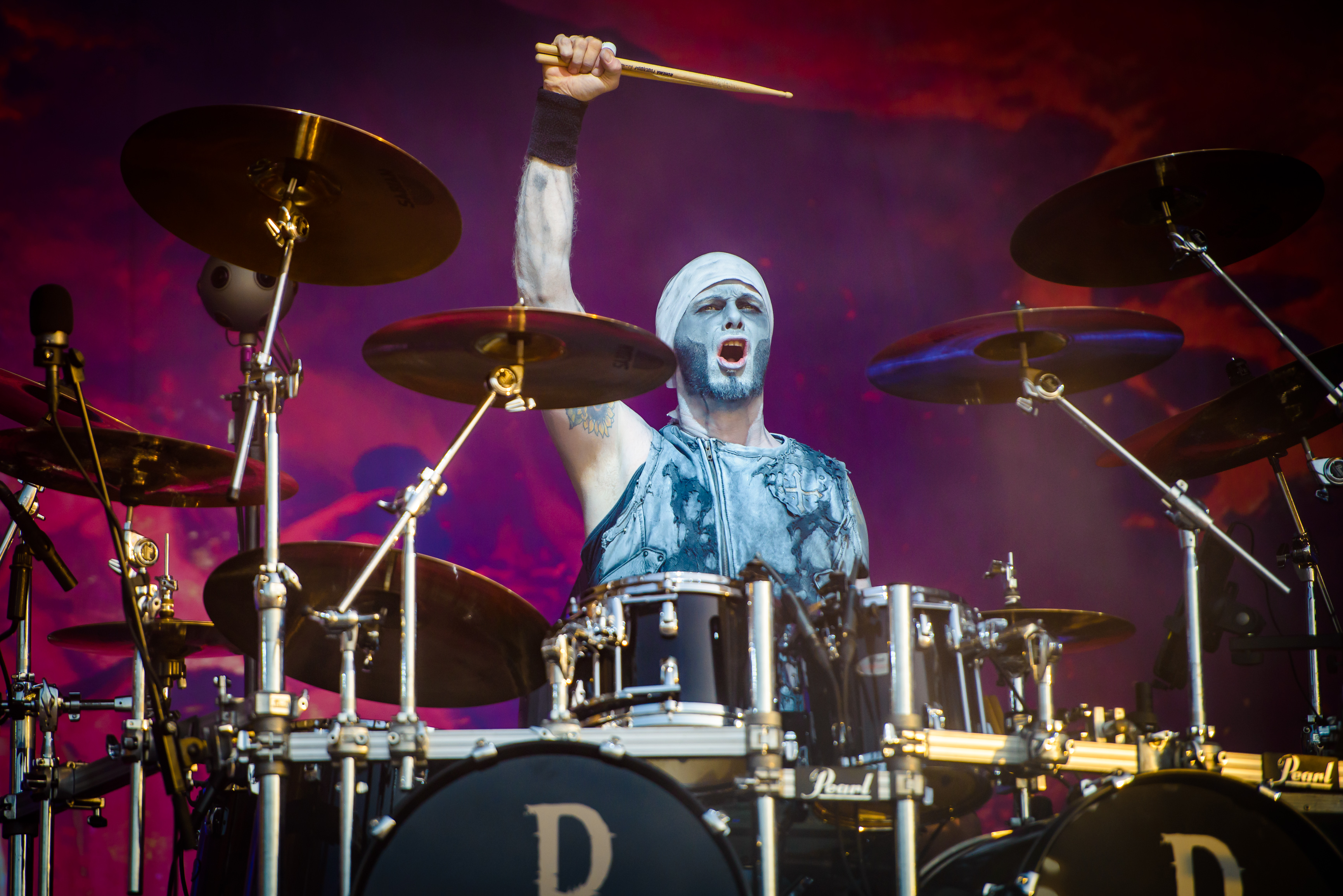
ロエル・ファン・ヘルデン(Ds) 2019年

### 旧メンバー
- ステファーヌ・フュネーブル Stèfane Funébre - ドラムス (2003-2010)
- トム・ディーナー Tom Diener - ドラムス (2010-2011)

## ディスコグラフィ

### スタジオ・アルバム
- Return in Bloodred (2005年)
- Lupus Dei (2007年)
- Bible of the Beast (2009年)
- Blood of the Saints (2011年)
- Preachers of the Night『陰翳礼讃』(2013年) en:Preachers of the Night
- Blessed & Possessed『狂気崇拝』(2015年)
- The Sacrament of Sin (2018年)
- Call of the Wild（2021年）
- Interludium（2023年）
- Wake Up the Wicked（2024年）

### ライブ・アルバム
- Alive in the Night (2012年)
- The Metal Mass Live (2016年)
- Preaching at the Breeze (2017年)

### コンピレーション
- Metallum Nostrum (2019年) - アルバム『Blessed & Possessed』のボーナスディスク・カバー曲集を再発化

### EP
- Wolfsnaechte 2012 - Tour EP (2012年)
- The Rockhard Sacrament (2013年)

### ボックス・セット
- Trinity in Black (2011年)
- The History of Heresy I (2014年)
- The History of Heresy II (2014年)